# Polityka
Polityka (z gr. πολιτικά politiká „sprawy miasta, państwa” od πόλις polis „miasto-państwo”) – pojęcie z zakresu nauk społecznych, rozumiane na wiele sposobów ze względu na swoją wieloaspektowość i złożoność. Definiowane jest na różne sposoby, zależnie od wybranej koncepcji. 

## Historia terminu
W starożytności i średniowieczu dominowały idealizacja polityki i polityków oraz wywodzenie jej źródeł z praw natury bądź woli sił nadprzyrodzonych, służąca uzasadnianiu nierównoprawnych podziałów na uprzywilejowanych rządzących i podporządkowanych ich interesom poddanych. W Polityce Arystoteles wyraża ją jako rodzaj sztuki rządzenia państwem, której celem jest dobro wspólne. Uznawał, że politica nie może być despotica, ale libera. 
Dla dyskursu wokół terminu polityki w średniowiecznej Europie znaczący wpływ wywarł św. Tomasz z Akwinu. Opierał się on na poglądzie, iż nie ma innej władzy jak tylko od Boga pochodzącej, jednakże uznawał, że od Boga pochodzi idea władzy, ale nie tyranii - w związku z tym, w przypadku uzurpacji bądź despotyzmu, można odmówić posłuszności takiemu władcy, ponieważ bardziej Boga należy słuchać, aniżeli ludzi.  
W epoce renesansu kluczową rolę odgrywali Św. Tomasz More i Niccolo Machiavelli. Pierwszy z nich stworzył traktat Utopia, w którym opisał idealne państwo, ale także atakował zło polityczne i społeczne występujące ówcześnie. Machiavelli w Księciu opisał jego wskazówki dla monarchów, jak utrzymać się u władzy - jego idee określono makiawelicznymi zgodnie z postulowanym przez niego poglądem, że cel uświęca środki. 

Jako dorobek oświecenia w zakresie polityki określa się dzieło O duchu praw Monteskiusza. Autor wykłada w nim ideę umowy społecznej - państwo powstało w jej wyniku w celu ochrony interesu, bezpieczeństwa i wolności - a także trójpodziału i równowagi władz.

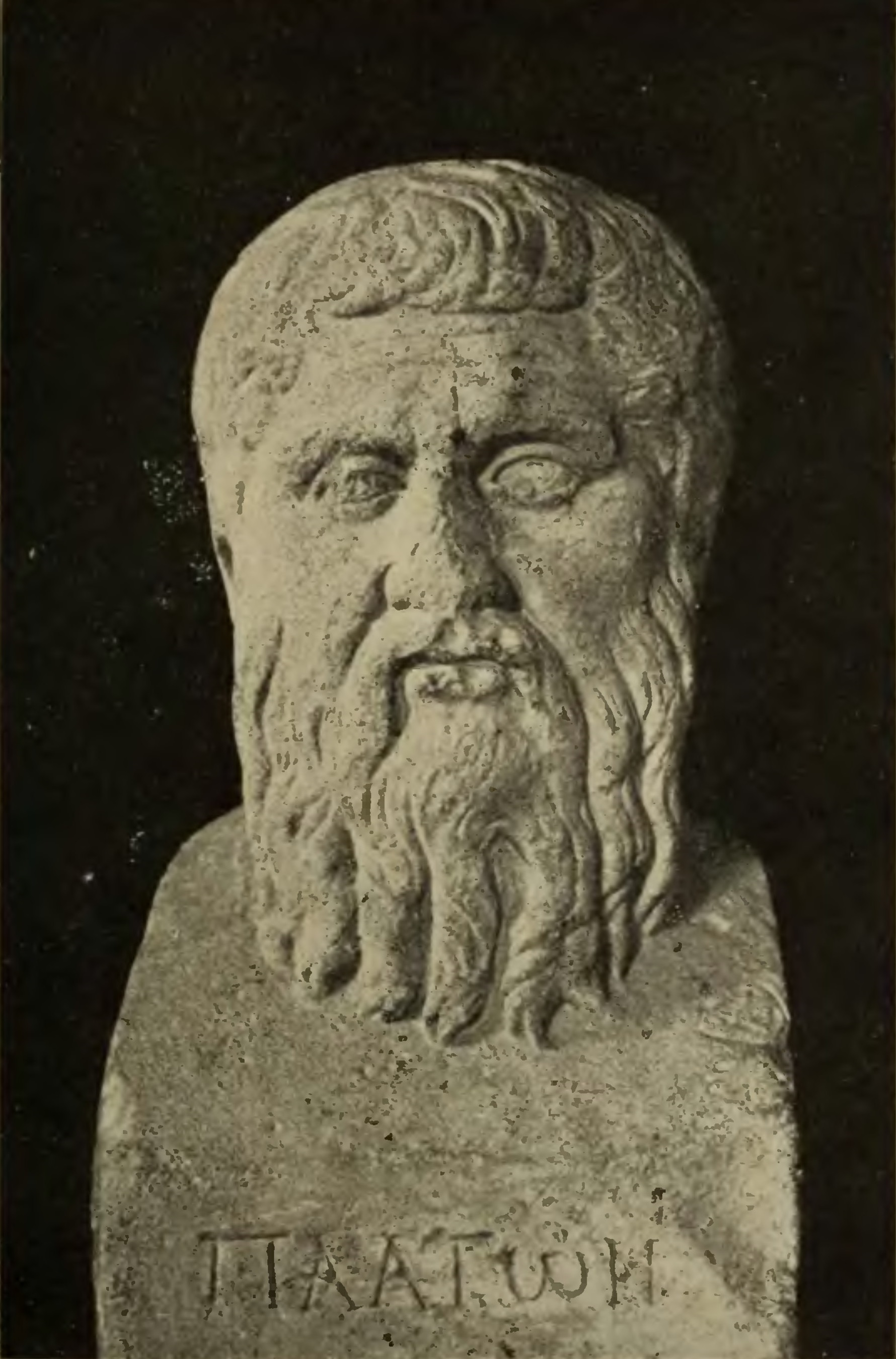
Platon
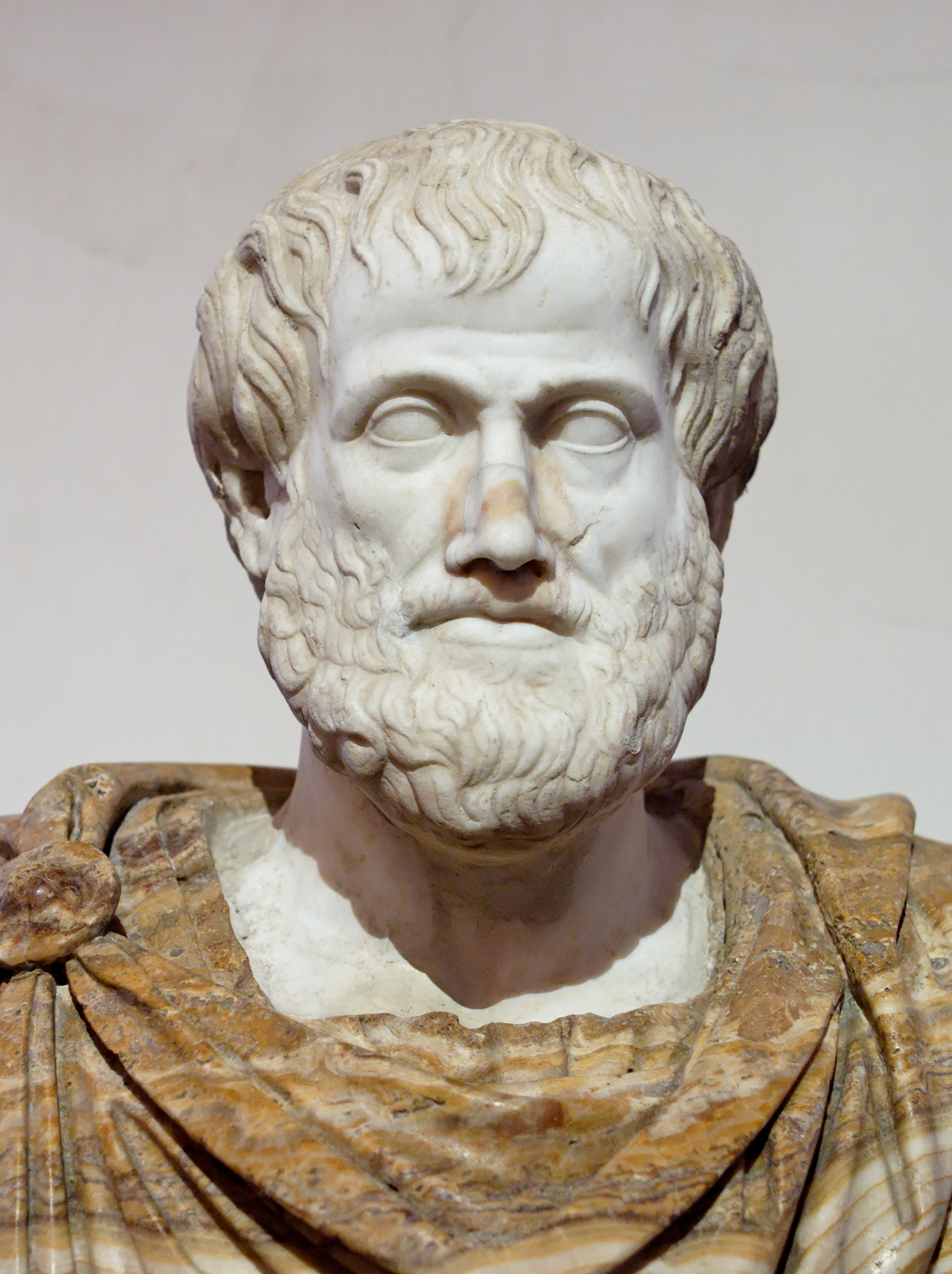
Arystoteles
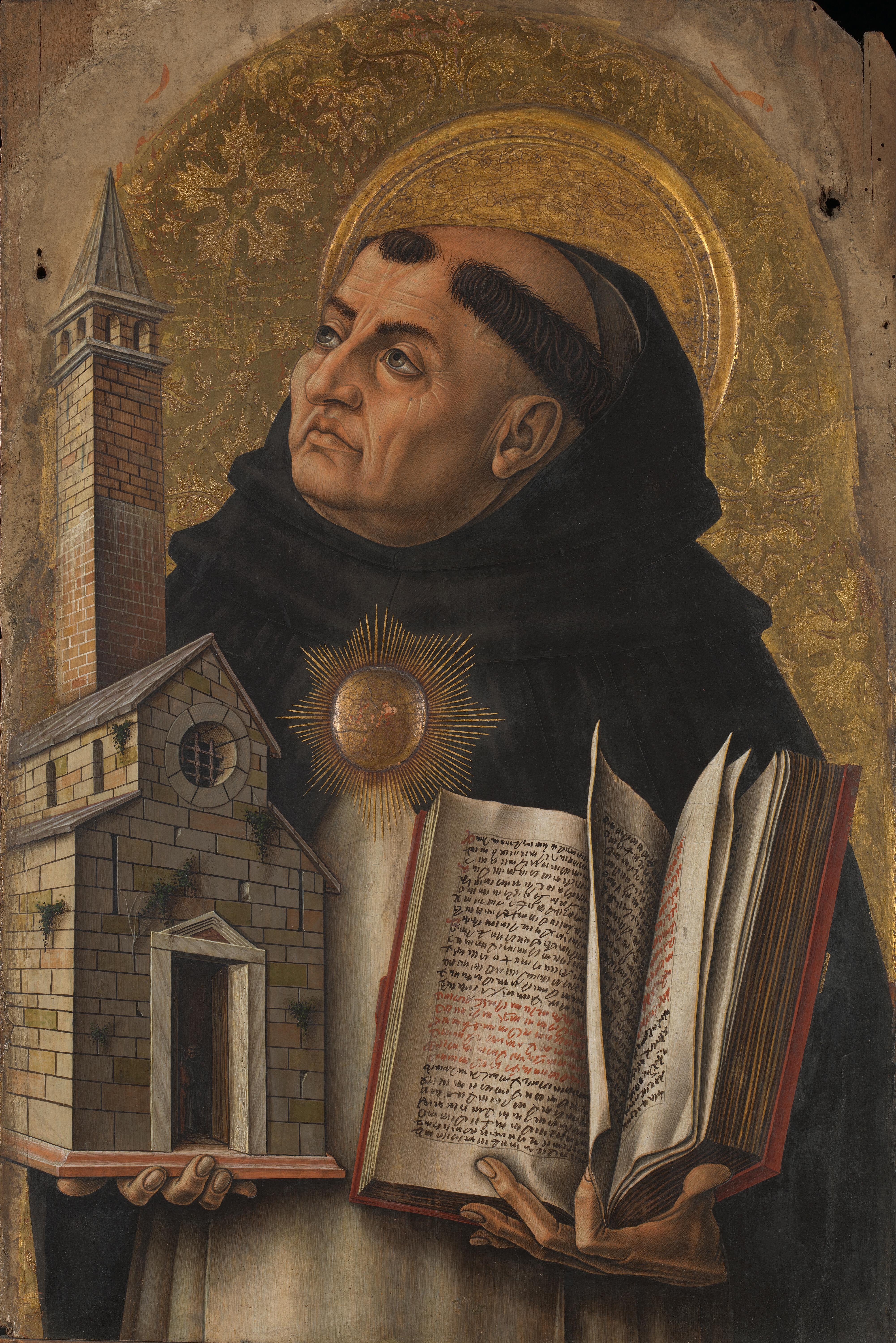
Św. Tomasz z Akwinu
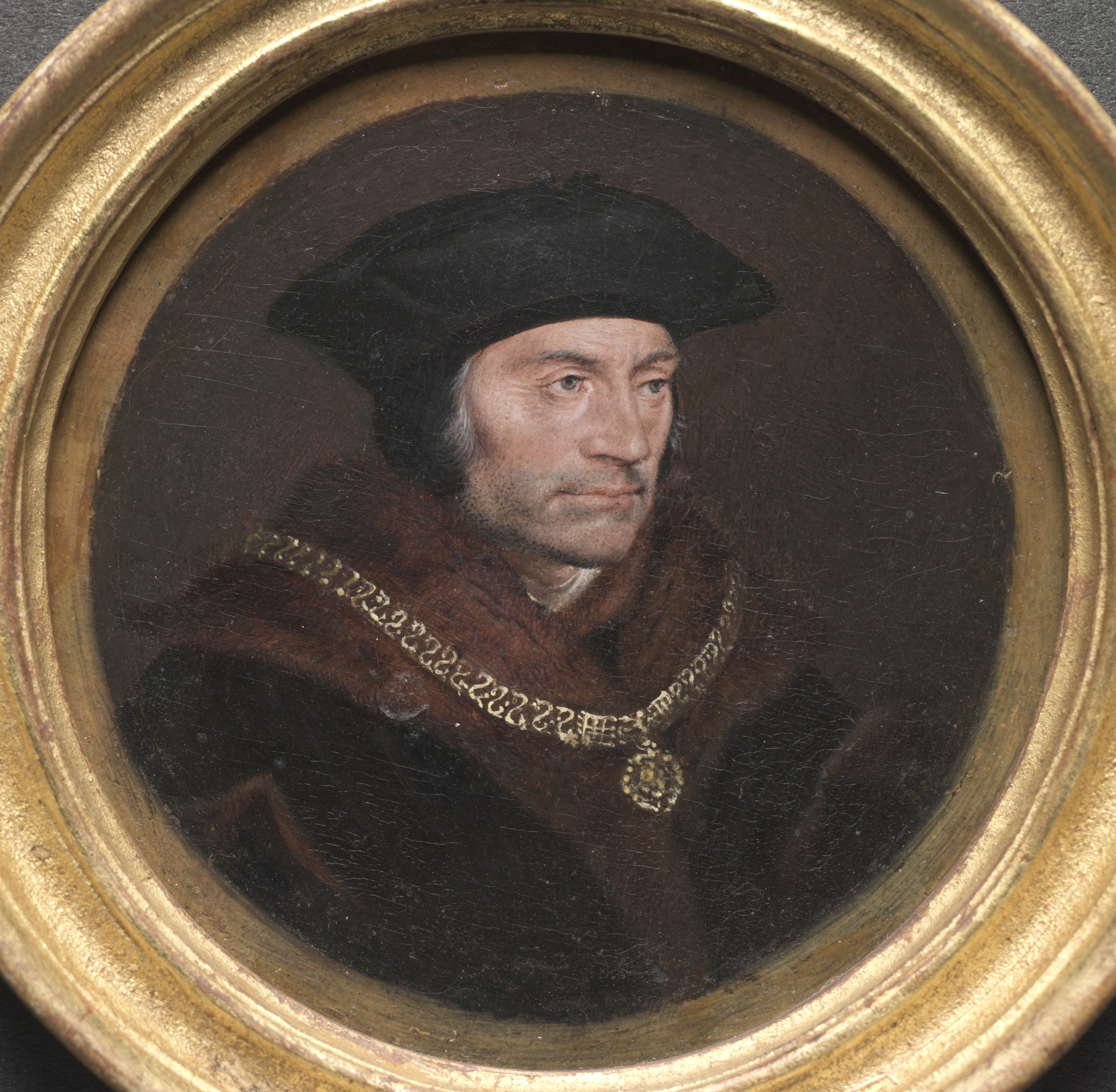
Św. Tomasz More
Niccolo Machiavelli
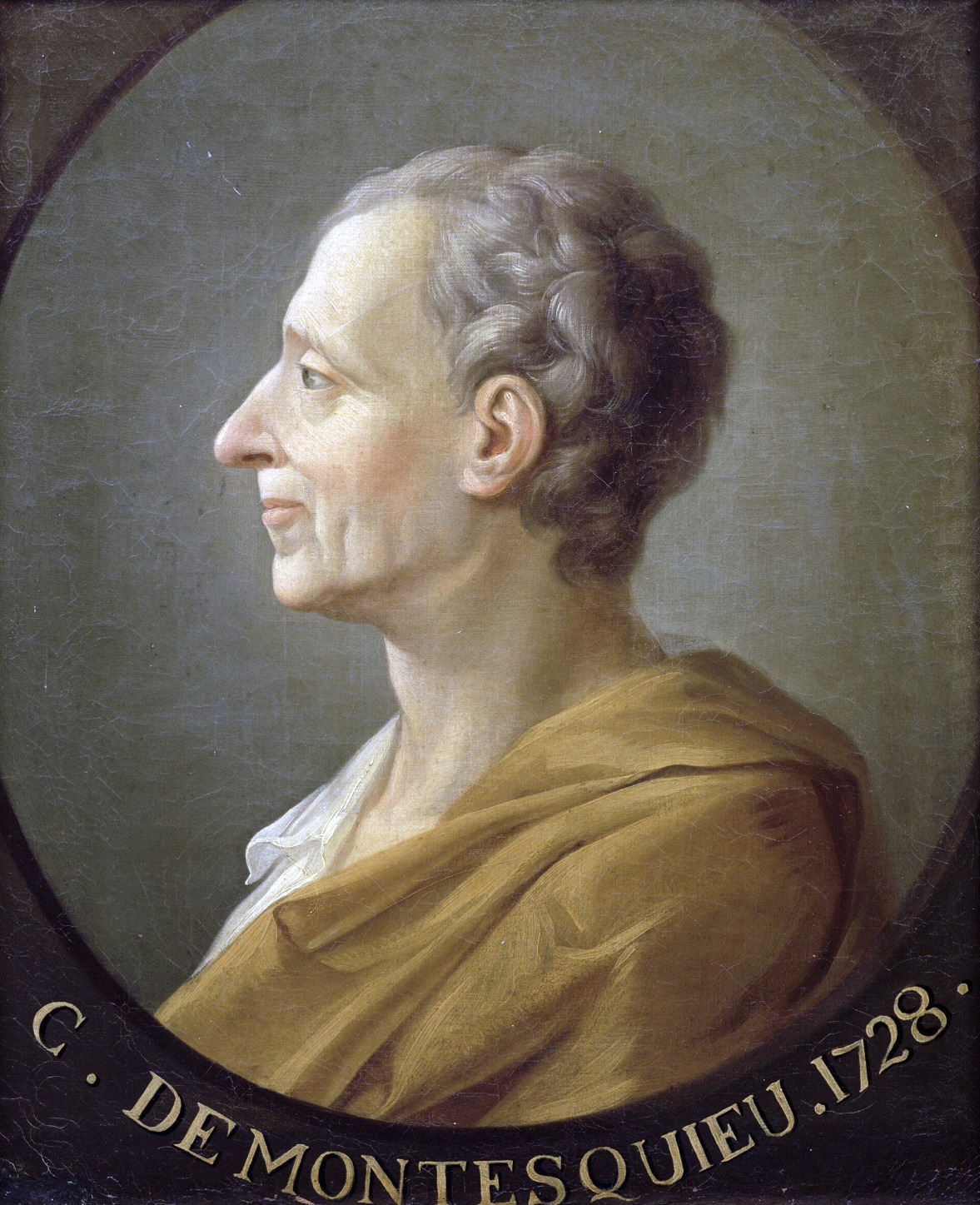
Monteskiusz
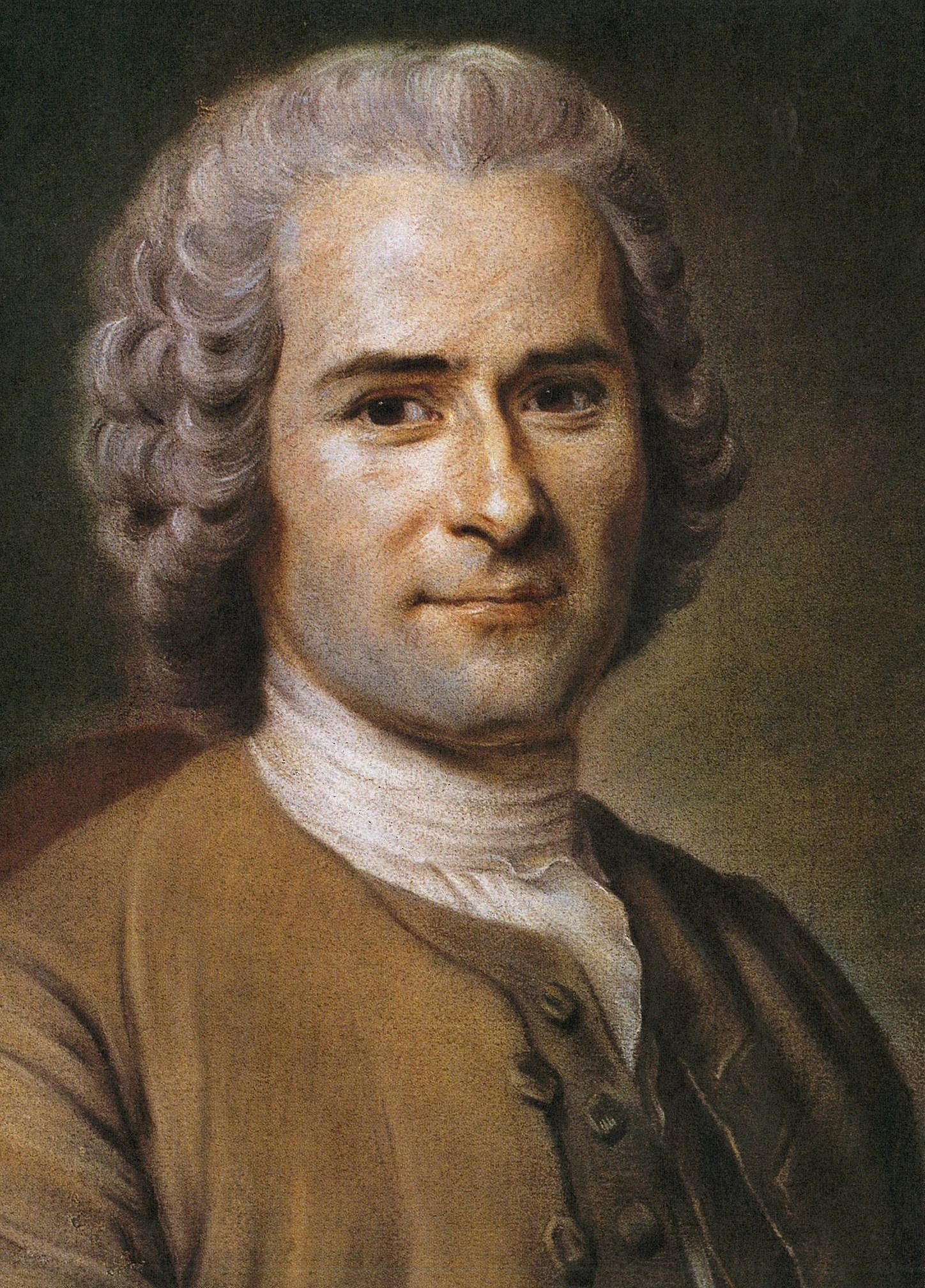
Jean Jacques Rousseau

## Definicja
Zapoczątkowane w czasach nowożytnych procesy demokratyzacji sprzyjały obiektywizacji poglądów na genezę i społeczną rolę polityki i polityków. Wyrazem tego jest współczesna definicja zakładająca, że polityka to uzgadnianie zachowań współzależnych społeczeństw o sprzecznych interesach. Jej szersza wykładnia wyjaśnia, iż polityka to działalność polegająca na przezwyciężaniu sprzeczności interesów i uzgadnianiu zachowań współzależnych grup społecznych i wewnątrz nich za pomocą perswazji, manipulacji, przymusu i przemocy, kontestacji, negocjacji i kompromisów, służąca kształtowaniu i ochronie ładu społecznego korzystnego dla tych grup stosownie do siły ich ekonomicznej pozycji i politycznych wpływów. Realia dziejów ludzkości i współczesności dowodzą, że polityki korzystnej dla wszystkich po równo zazwyczaj nie ma.
Podobnie definiuje politykę Stephen D. Tansey konstatując, że polityka obejmuje szeroki wachlarz sytuacji, w których ludzie kierujący się odmiennymi interesami działają wspólnie dla osiągnięcia celów, które ich łączą, i konkurują ze sobą, gdy cele są sprzeczne. I z tych pozycji zakłada, że warto raczej krytycznie odnieść się do standardowych akademickich definicji polityki i władzy.
Za podstawę nowożytnych definicji polityki uchodzą teorie Maksa Webera, twierdzącego, że polityka to dążenie do udziału we władzy lub do wywierania wpływu na podział władzy, czy to między państwami, czy też w obrębie państwa, między grupami ludzi, jakie to państwo tworzą. I uściślającego wcześniejsze definicje konstatacją, iż istotną właściwością polityki jest „odwoływanie się do przemocy”, bo w sferze stosunków politycznych „groźba przemocy i, ewentualnie, jej zastosowanie jest jednak swoistym środkiem, a zawsze ultima ratio, gdy inne środki zawiodą”. Definicja ta jest o tyle uniwersalna, że akcentuje dwa wymiary polityki: wewnętrzny (wewnątrzpaństwowy) i zewnętrzny (międzypaństwowy). Ze względu na upływ czasu od powstania tej definicji (1. połowa XX wieku), dziś należałoby ją uzupełnić o stosunki państw narodowych z organizacjami międzynarodowymi oraz o stosunki między tymi organizacjami i w ich obrębie (zwłaszcza w kontekście Unii Europejskiej).
W amerykańskiej literaturze współcześnie popularne jest definiowanie polityki jako sztuki bycia wybieranym (zdobywania władzy). Inne definicje zakładają, iż "Polityka" to stosunek między tym, co rząd próbuje robić, a tym, co się naprawdę dzieje. Andrzej Jabłoński w Leksykonie politologii pod redakcją Andrzeja Antoszewskiego i Ryszarda Herbuta [wyd. V, Wrocław 1999] ukazuje pięć ujęć polityki; 
- że jest to orientacja formalnoprawna, czyli polityka to działalność instytucji państwowych (aparatu państwowego),
- podejście behawioralne, czyli dowolny układ stosunków społecznych, w których występuje wyraźna obecność kontroli, wpływu, władzy lub autorytetu (za: R.A. Dahl, Modern Political Analysis, Prentice Hall 1991),
- orientacja funkcjonalna rozumiana jako funkcja systemu społecznego zapewniająca jego rozwój poprzez rozwiązywanie konfliktów,
- podejście racjonalne, podejmowanie decyzji w ramach procesu sprawowania władzy i gry o władzę, w którym biorą udział rozmaite podmioty,
- stanowisko postbehawioralne przez które polityka rozumiana jest jako służba dążąca do zmniejszenia, czy też usuwania ograniczeń w zaspokajaniu potrzeb ludzi.

Definicja profesora Kazimierza Opałka: Działalność wytyczona przez ośrodek decyzji sformalizowanej grupy społecznej (organizacji), zmierzająca do realizacji ustalonych celów za pomocą określonych środków.